# 瑞昌市
瑞昌市（ずいしょう-し）は中華人民共和国江西省九江市に位置する県級市。

## 行政区画
- 街道:湓城街道、桂林街道、賽湖街道
- 鎮:碼頭鎮、白楊鎮、南義鎮、横港鎮、范鎮、肇陳鎮、高豊鎮、夏畈鎮
- 郷:楽園郷、洪一郷、花園郷、洪下郷、武蛟郷、横立山郷、黄金郷、南陽郷

## 交通

### 鉄道
- 中国鉄路総公司
  - 武九旅客専用線
    - 瑞昌西駅

  - 武九線
    - 瑞昌駅

### 道路
- 高速道路
  - 杭瑞高速道路
- 国道
  - G316国道